# Plumularia crateriformis
Plumularia crateriformis is een hydroïdpoliep uit de familie Plumulariidae. De poliep komt uit het geslacht Plumularia. Plumularia crateriformis werd in 1911 voor het eerst wetenschappelijk beschreven door Mulder & Trebilcock. 